# Egil Hovland
Egil Hovland (ur. 18 października 1924 w Mysen, zm. 5 lutego 2013 we Fredrikstad) – norweski kompozytor i organista.

## Życiorys
W latach 1946–1949 uczył się gry na organach i kompozycji w konserwatorium w Oslo, gdzie jego nauczycielami byli Arild Sandvold i Per Steenberg. W 1949 roku został organistą i kierownikiem chóru Glemmen kirke we Fredrikstad. Uzupełniające studia muzyczne odbył u Bjarnego Brustada w Oslo (1951–1952), Vagna Holmboe’a w Kopenhadze (1954), Aarona Coplanda w Tanglewood (1957) oraz u Luigiego Dallapiccoli we Florencji (1959). Jako organista odbył liczne podróże koncertowe po krajach skandynawskich.
Kawaler Orderu Świętego Olafa (1983).

## Twórczość
W swojej twórczości początkowo korzystał ze środków neoklasycznych, w latach 60. zaczął posługiwać się techniką serialną. Był pierwszym norweskim kompozytorem, który użył skali dwunastodźwiękowej jako podstawy kompozycji (Suita na flet i smyczki, 1959). Nawiązywał do tradycji chorału gregoriańskiego, z drugiej strony eksperymentując z awangardowymi nurtami, korzystał z elementów aleatoryzmu i muzyki elektronicznej. Ważne miejsce w jego twórczości zajmuje muzyka kościelna o niekonwencjonalnym charakterze, wykorzystująca w oprawie liturgii tancerzy czy udział zgromadzenia wiernych.

## Wybrane kompozycje
(na podstawie materiałów źródłowych)

### Utwory orkiestrowe
- Passacaglia i fuga na smyczki (1949)
- Uwertura festiwalowa (1951)
- 3 symfonie (I 1954, II 1956, III na recytatora, chór i orkiestrę 1970)
- Suita (1954)
- Concertino na 3 trąbki i smyczki (1955)
- Muzyka na 10 instrumentów (1957)
- Suita na flet i smyczki (1959)
- Uwertura festiwalowa na orkiestrę dętą (1962)
- Lamenti na orkiestrę i taśmę (1964)
- Fanfare og koral na orkiestrę dętą (1966)
- Rorate na 5 sopranów, organy, orkiestrę kameralną i taśmę (1967)
- Rapsodi 69 (1969)
- Koncert na puzon i orkiestrę (1972)
- Koncert skrzypcowy (1974)
- Noëlvariasjoner (1975)
- Koncert fortepianowy (1977)
- Tombeau de Bach (1978)
- Koncert na flet piccolo, flet i smyczki (1986)

### Utwory kameralne
- Suita na flet i fortepian (1950)
- Motus na flet solo (1961)
- Cantus I na flet i klawesyn (1964)
- Varianti na 2 fortepiany (1964)
- Trio fortepianowe (1965)
- 2 kwintety dęte (I 1965, II 1980)
- Elementa na organistę i 2 registrantów (1965, zrewid. 1966)
- Wariacje na obój i fortepian (1969)
- Cantus II na flet prosty i fortepian (1975)
- Cantus IV na kwintet instrumentów dętych blaszanych (1979)
- Kwartet smyczkowy (1981)
- Cantus V na puzon i organy (1982)
- Cantus VI na flet, flet prosty i fortepian (1982)
- Cantus VII na organy, 9 instrumentów dętych blaszanych i kotły (1985)
- Cantus VIII na obój i kwartet smyczkowy (1986)
- Cantus IX na organy i perkusję (1986)

### Utwory wokalno-instrumentalne
- Song of Songs na sopran, skrzypce, perkusję i fortepian (1963)
- Missa vigilate na sopran, baryton, chór, 2 tancerki, organy i taśmę (1967)
- Mass to the Risen Christ na chór i instrumenty (1968)
- All Saint’s Mass na sopran, chór, organy i instrumenty (1970)
- Den vakreste rosen na recytatora, 4 soprany, organy i orkiestrę (1970)
- Missa verbi na chór, organy i instrumenty (1973)
- Pilgrim’s Mass na chór, organy, 9 instrumentów dętych blaszanych i wiernych (1982)

### Opery
- Brunnen (wyst. Oslo 1982)
- Fanfe og fri (1990)

### Balety
- Dona Nobis Pacem (1982)
- Den Heliga Dansen (1982)
- Danses de la Mort (1983)
- Veni Creator Spiritus (1984)